# Кампус

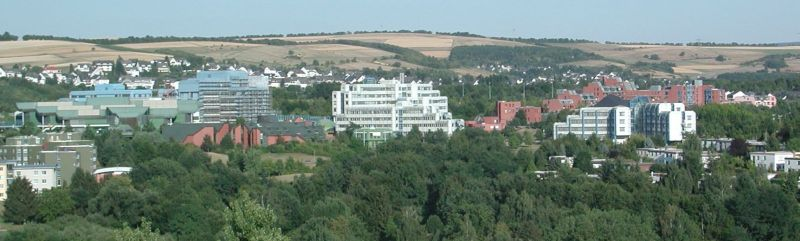
Кампус Трирского университета

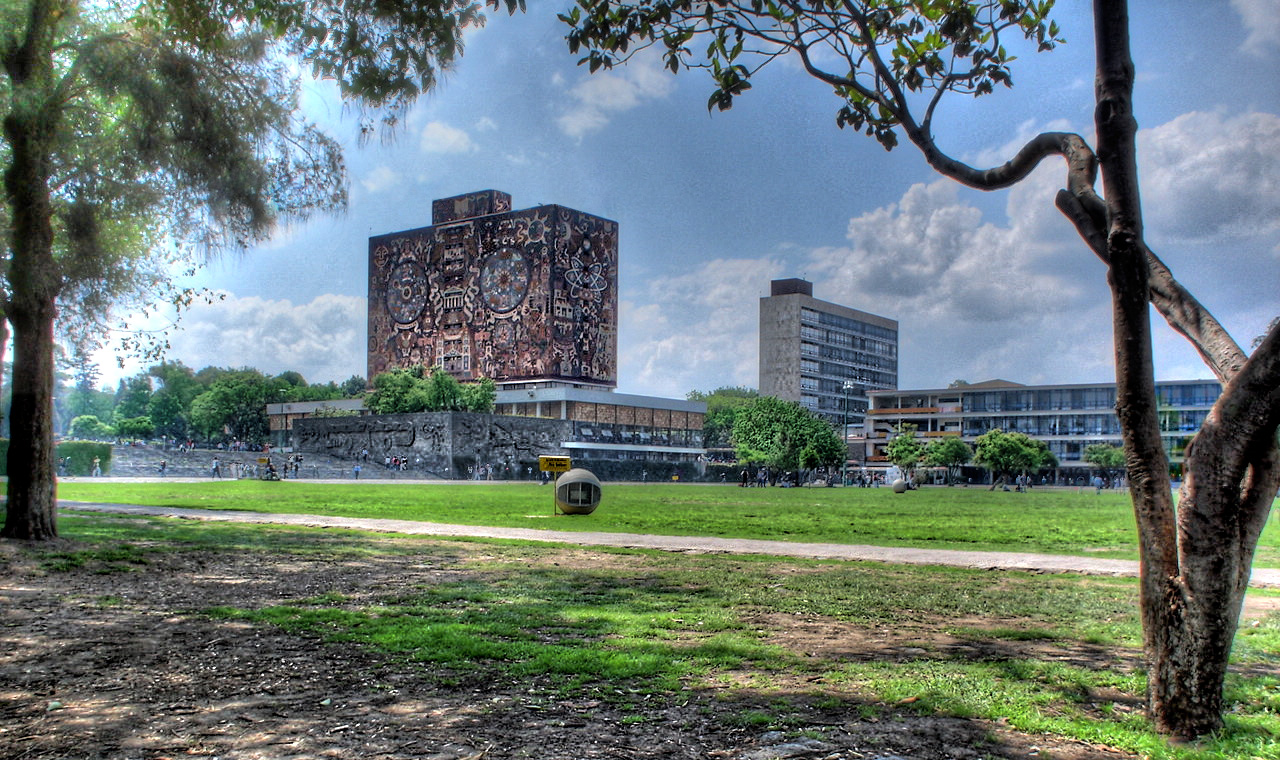
Кампус НАУМ, включённый в список Всемирного наследия ЮНЕСКО

Ка́мпус (лат. campus «поле, открытое пространство») — университетский (институтский, студенческий) городок.
Иногда кампусом называют обособленную территорию, принадлежащую крупной компании (включающую внутрифирменную инфраструктуру, например, корпоративный университет). Также кампусом могут называть комплекс сооружений, который состоит из территории, коммуникаций, зданий, дорог и дорожного покрытия, имущества и людей.

## История
Впервые кампусом назвали территорию Принстонского университета в XVIII веке.
Университетские кампусы, как правило, имеют автономную администрацию, иногда выборную.
Кампусом называлась центральная часть Марсова поля в Риме, которая оставалась незастроенной.

## Состав
Университетский городок, располагающийся в лесопарковой или рекреационной зоне, может включать следующие функциональные элементы:
- помещения основных учебных институтов, высших колледжей, факультетов и их инфраструктура (в том числе учебные аудитории);
- научно-исследовательские институты, лаборатории и исследовательские центры;
- научная библиотека;
- структуры научно-технологического парка: бизнес-инкубатор, офис коммерциализации НИОКР, инженерный центр;
- подразделения последипломного образования;
- жилые помещения для студентов и преподавателей;
- спортивно-учебный комплекс, бассейн, стадион;
- конгресс-центр и концертный зал;
- столовые и иные объекты общественного питания;
- университетский или отраслевой музей;

и др.

## Кампус-менеджер
В рамках реализации проекта Министерства образования и науки России «5 Программ» в России появится новая должность — кампус-менеджер.